# 권오설

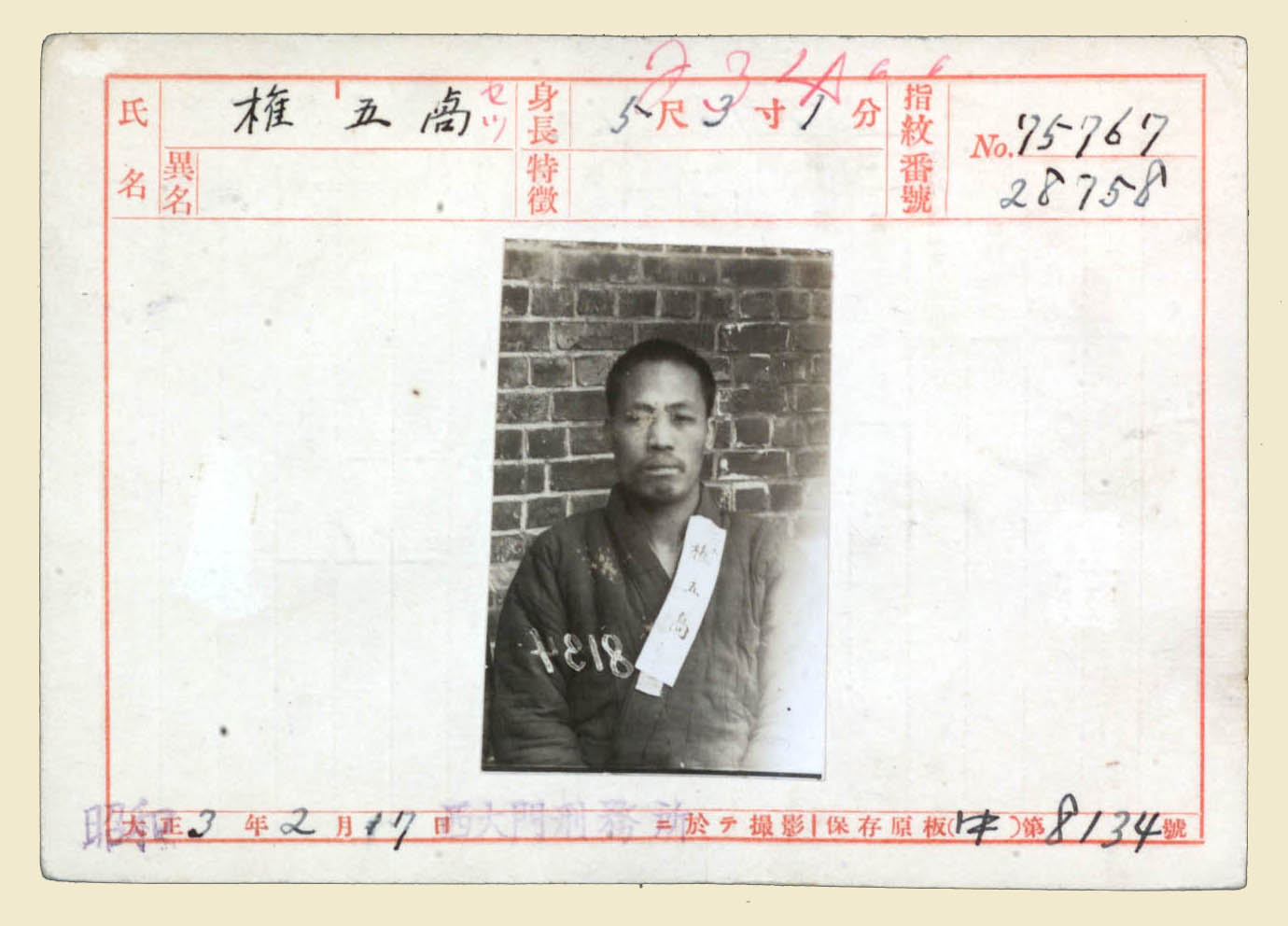
독립운동가 권오설의 일제감시대상인물카드

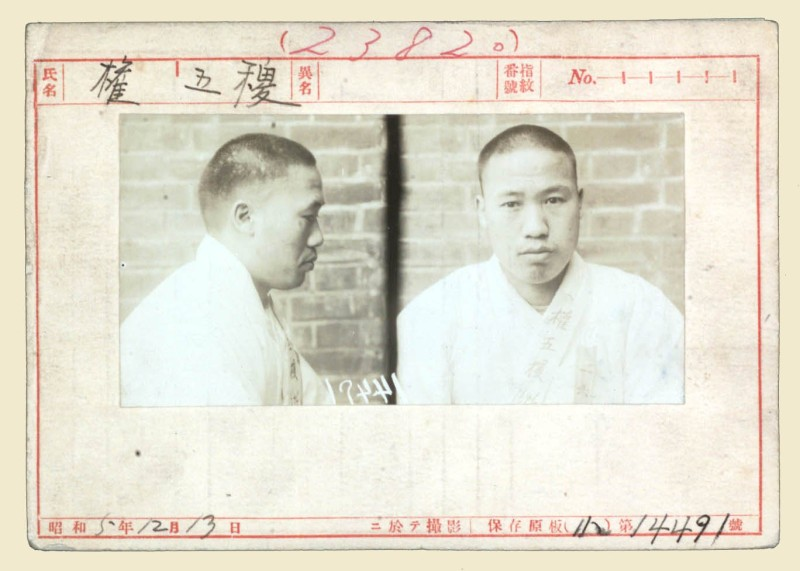
권오설의 동생 권오직도 독립운동가이다. 권오직의 일제감시대상인물카드.

권오설 1897년 12월 18일 ~ 1930년  4월 17일
(기념사업회 홈페이지 https://osos.or.kr/)
경북 안동 풍산읍 가일마을 출신이다. 풍산은 김재봉, 이준태 등 조선공산당 활동가들의 고향이다.
권오설은 3.1운동이 일어난 1919년 끝자락에 귀향했다. 학업을 위해 대구와 경성을 떠돌던 그는 졸업장을 따지는 못했다. 가난때문이었다. 전남도청에 간신히 일자리를 구했다가 3.1운동에 연루되어 감옥살이를 하고 겨울에 출소했다.
귀향한 권오설은 독립에 모든것을 걸기위해 태어난사람처럼 변해있었다.
문중소유의 서원에 원흥학술강습소를 설치해 독립운동을 위한 학습기관을 마련했다. 1920년 조선노동공제회 안동지회와 안동청년회에 가담했다. (이때 예안면 출신 김남수를 만나게된다. 김남수와는 3년후 조선노농총동맹 중앙집행위원으로 활약하게 된다.) 권오설과 김남수는 풍산소작인회를 조직해 농민투쟁의 새로운 획을 긋게 된다.
1920년 한해 권오설은 풍산읍을 중심으로 안동을 오가며 여러조직을 만들거나 과정에 참여했다. 이때의 활동자금은 안동권씨 문중마을인 가일마을에서 지원해주었다.
1919년 겨울 풍산으로 돌아온 김재봉과 안상길은 상해 임시정부 연통제관련 임무를 띠고 금남여관에 은신하고 있었다. 이때 김재봉은 풍산읍내를 오가며 열정적으로 민중조직을 건설하던 권오설을 눈여겨본다.
이준태, 김남수와 풍산소작인회를 결성하고 화요회에 참여했다
1924년 조선노동총동맹 상임집행위원으로 선임되었고, 조선공산당 산하 고려공산청년회 중앙집행위원과 조직책으로 활동했다.
2차조선공산당 고려공청 책임비서를 맡아 6.10민중항쟁을 주도하다 체포돼 징역 7년을 선고받았다.
권오설은 1930년 서대문형무소에서 출소를 100일 앞두고 사망했다. 일제는 그의 무덤을 봉분조차없는 평장으로 할 것을 강요했고 가족들의 입관도 불허했다. 일제의 통제아래 집안사람 몇명만 참석할 수 있었다고 한다. 참혹한고문으로 죽었음을 감추기 위해 철제관을 썼다는 소문이 돌았는데, 78년동안 동네에 유령처럼 소문으로 떠돌던 이야기는 사실로 드러났다. 녹슬어 핏핓이 된 납땜을 한 철제관이 발견된것.